# Семейный сценарий
Семейный сценарий —  понятие из психологии, психоанализа и психотерапии —  стойкий психологический паттерн поведения, набор убеждений, шаблонов, ограничений, запретов, предпочтений и привычек в какой либо одной, или нескольких сферах жизнедеятельности, сформированный у поколений членов семьи и передающийся последующим поколениям в негенетической трансгенерационной передаче. В научном обосновании Клода Штайнера «скрипты жизни» или «жизненные сценарии», которые сформированы в жизни предков, переданы поколениям, и получены как «горячая картофелина» (термин, введенный в психологический оборот Фаниты Инглиш). Основоположница научного исследования семейных сценариев французская психотерапевт, доктор психологии, профессор Анн Шутценбергер объединила психопатологические феномены, полученные как семейные сценарии, в понятие «синдром предков». В подходе позитивной психотерапии имеют значение социально-исторические факторы, обусловившие и спровоцировавшие психотравмирующие события в прошлом поколений рода. Деструктивный семейный сценарий, сформированный у предков в результате психотравматичнных событий их жизни, и полученный в результате трансгенерационной передачи, имеет название «трансгенерационная травма». 
Семейные сценарии участвуют в формировании не только психологических отклонений и особенностей, но и сценарных событий в различных обстоятельствах и сферах жизни .